# Стара Вода (притока Петрушки)
Стара Вода (словац. Stará voda) — річка в Словаччині, ліва притока Петрушки, протікає в окрузі Ліптовський Мікулаш.
Довжина приблизно 4.0-4.5 км. Витік знаходиться в масиві Західні Татри (геоморфологічна підодиниця Сивий Верх; схил гори Бабки); на висоті близько 1080 метрів. Протікає територією села Бобровчек..
Впадає у Петрушку на висоті приблизно 660 метрів.